# 帕萊烏鄉
47°07′N 21°58′E / 47.117°N 21.967°E
帕萊烏鄉（羅馬尼亞語：Comuna Paleu, Bihor），是羅馬尼亞的鄉份，位於該國西北部，由比霍爾縣負責管轄，面積48平方公里，海拔高度145米，2011年人口2,523，人口密度每平方公里53人。